# Міжнародна фонетична асоціація
Міжнаро́дна фонети́чна асоціа́ція (МФА, англ. International Phonetic Association, фр. L'Association phonétique internationale) — міжнародна організація, що має на меті сприяння дослідженням із фонетики і практичному використанню її досягнень. Головне досягнення асоціації — міжнародний фонетичний алфавіт (МФА, IPA), стандарт фонетичного представлення для всіх мов. Скорочення IPA використовують на позначення як алфавіту, так і асоціації. Друкований орган — «Журнал міжнародної фонетичної асоціації» (англ. Journal of the International Phonetic Association).

## Історія
1886 року група французьких і британських викладачів мов на чолі з французьким лінгвістом Полем Пассі утворила організацію, що з 1897 року стала відома як Міжнародна фонетична асоціація.

## Президенти
- 2003—2007: Джон Крістофер Веллс